# 破擦音

調音方法

気流の妨害度

阻害音
破裂音
破擦音
摩擦音
共鳴音
ふるえ音
はじき音
接近音

気流の通路
中線音
側面音
口蓋帆の状態
口音
口鼻音
鼻音
気流機構
肺臓気流
吸気音
呼気音

非肺臓気流
放出音
入破音
吸着音

▶ 調音部位

破擦音（はさつおん、英語: affricate）とは、破裂音と同様の閉鎖を作るが、閉鎖を開放するときに摩擦音が発生する子音のことである。

## 概要
破裂音に摩擦を伴わせることは破擦化という。破裂音と摩擦音の調音点は原則として同じ（同器官的）である。ただし、両唇唇歯破擦音[p͡f, b͡v] などの例外も存在する。
[t͡s]・[t͡ʃ] のように摩擦音の部分が歯擦音であるものは世界各地の言語で広く見られる。それ以外の破擦音は分布が限られる。
摩擦音部分が側面摩擦音になることもある。例：ナワトル語 [aːˈʃoːloːt͡ɬ]（アホロートル）・[ˈnaːwat͡ɬ]（ナワトル語）。

## 表記
国際音声記号では、それぞれの調音部位の破裂音と摩擦音を使い、この二つの字母を併記する。単一の子音であることを示すためには、タイで結ぶ。
かつては破裂音と摩擦音の字を1字にした合字を使うことがあった。合字は現在では廃止されているが、Unicode には今も残されている（ʦ ʣ ʧ ʤ ʨ ʥ）。

## 音素的破擦音
音声学の教本ではごく一般的の事であるが、実は「破擦音（affricates）」という名称は、あいまいな表現である。それは、破擦音には「音声学的破擦音（phonetic affricates）」と「音素的破擦音（phonemic affricates）」という相違が存在するからである。
以下、国際音声記号の欄に挙げている破擦音は、すべて「音声学的破擦音」であり、これは文字通り、音声学的に破擦音であること、つまり破裂音と摩擦音の要素を併せ持つことを意味する。
しかし、このうち、
- [t͡ʃ] - 無声後部歯茎破擦音
- [d͡ʒ] - 有声後部歯茎破擦音

は、「音声学的破擦音」であり、「音素的破擦音」でもある。つまり、[t͡ʃ]と[d͡ʒ]は、単なる破擦音であるだけでなく、英語の音声体系の中では/t/と/ʃ/, /d/と/ʒ/のように分割することができない構成単位であり、英語母語話者には1つの音（音素）であると感じられる、ということを意味する。

## 国際音声記号

### 中線音

#### 歯擦音
- [t͡s] - 無声歯茎破擦音
- [d͡z] - 有声歯茎破擦音
- [t͡ʃ] - 無声後部歯茎破擦音
- [d͡ʒ] - 有声後部歯茎破擦音
- [ʈ͡ʂ] - 無声そり舌破擦音
- [ɖ͡ʐ] - 有声そり舌破擦音
- [t͡ɕ] - 無声歯茎硬口蓋破擦音
- [d͡ʑ] - 有声歯茎硬口蓋破擦音

#### 非歯擦音
- [p͡ɸ] - 無声両唇破擦音
- [b͡β] - 有声両唇破擦音
- [p̪͡f] - 無声唇歯破擦音
- [b̪͡v] - 有声唇歯破擦音
- [t͡θ] - 無声歯破擦音
- [d͡ð] - 有声歯破擦音
- [c͡ç] - 無声硬口蓋破擦音
- [ɟ͡ʝ] - 有声硬口蓋破擦音
- [k͡x] - 無声軟口蓋破擦音
- [ɡ͡ɣ] - 有声軟口蓋破擦音
- [q͡χ] - 無声口蓋垂破擦音
- [ɢ͡ʁ] - 有声口蓋垂破擦音
- [ʡ͡ħ] - 無声咽頭破擦音
- [ʡ͡ʕ] - 有声咽頭破擦音
- [ʔ͡h] - 無声声門破擦音

### 側面音
- [t͡ɬ] - 無声歯茎側面破擦音
- [d͡ɮ] - 有声歯茎側面破擦音